# Oscar Zeissner
Oscar Zeissner (nascido em 3 de novembro de 1928) é um ex-ciclista alemão, que competiu nas provas de estrada individual e por equipes nos Jogos Olímpicos de Helsinque 1952, terminando em oitavo e quinto, respectivamente.